# België op de Olympische Zomerspelen 1948
België nam deel aan de Olympische Zomerspelen 1948 in Londen, Groot-Brittannië. Voor het eerst sinds 1924 werd weer goud gewonnen.

## Medailleoverzicht
| Sport      | Olympiër | Discipline         | Medaille |
| ---------- | --- | ------------------ | -------- |
| Atletiek   | Gaston Reiff | 5000 m             | Goud     |
| Wielrennen | Léon De Lathouwer Eugeen Van Roosbroeck Lode Wouters                                                               | wegwedstrijd, team | Goud     |
| Boksen     | Jos Vissers | lichtgewicht       | Zilver   |
| Wielrennen | Pierre Nihant | 1000 m tijdrit     | Zilver   |
| Atletiek   | Etienne Gailly | marathon           | Brons    |
| Schermen   | landenteam | floret, team       | Brons    |
| Schermen   | Raymond Bru, Georges de Bourguignon, Henri Paternoster Paul Valcke, André van de Werve de Vorsselaer, Edouard Yves |                    |          |
| Wielrennen | Lode Wouters | wegwedstrijd       | Brons    |

## Resultaten per onderdeel

### Atletiek
| Olympiër                                                           | Discipline             | Resultaat    | Prestatie |
| ------------------------------------------------------------------ | ---------------------- | ------------ | --- |
| Pol Braekman                                                       | 100m (m)               | 1e ronde     | serie 5: 4e |
| Hector Gosset                                                      | 100m (m)               | 1e ronde     | serie 2: 5e |
| Isidoor Van de Wiele                                               | 100m (m)               | kwartfinale  | serie 11: 1e in 10,8 kwartfinale 3: 6e |
| Fernand Bourgaux                                                   | 200m (m)               | 1e ronde     | serie 10: 3e in 22,9 |
| Fernand Linssen                                                    | 200m (m)               | 1e ronde     | serie 4: 4e |
| Herman Kunnen                                                      | 400m (m)               | DNF          | serie 12: 1e in 50,0 kwartfinale 2: niet gestart |
| Joseph Brys                                                        | 800m (m)               | halve finale | serie 3: 4e in 1.55,4 halve finale 1: 5e in 1.53,2 |
| Raymond Rosier                                                     | 800m (m)               | halve finale | serie 2: 4e in 1.56,7 halve finale 3: 7e |
| Gaston Reiff                                                       | 5000m (m)              | Goud         | serie 3: 2e in 15.07,0 finale: 1e in 14.17,6 (OR) |
| Marcel Vandewattyne                                                | 5000m (m)              | 9e           | serie 1: 4e in 15.14,0 finale: 9e |
| Robert Everaert                                                    | 10000m (m)             | DNF          | niet gefinisht |
| Pol Braekman                                                       | 110m horden (m)        | halve finale | serie 1: 2e in 15,2 halve finale 1: 4e |
| John Doms                                                          | 3000m steeplechase (m) | 1e ronde     | serie 1: 6e in 9.41,8 |
| Robert Everaert                                                    | 3000m steeplechase (m) | 9e           | serie 3: 3e in 9.26,4 finale: 9e in 9.28,2 |
| Lucien Theys                                                       | 3000m steeplechase (m) | 1e ronde     | serie 2: 6e in 9.37,4 |
| Fernand Bourgaux Pol Braekman Fernand Linssen Isidoor Van de Wiele | 4x100m (m)             | DNF          | serie 2: niet gefinisht |
| Etienne Gailly                                                     | marathon (m)           | Brons        | 2:35.33,6 |
| Roger Verhas                                                       | kogelstoten (m)        | 19e          | kwalificatie: 19e met 13,54m |
| Roger Verhas                                                       | discuswerpen (m)       | 24e          | kwalificatie: 24e met 39,14m |
| Albert Dayer                                                       | tienkamp (m)           | 26e          | 100m: 27e in 12,0 (597 punten) verspringen: 32e met 5,825m (516 punten) kogelstoten: 15e met 12,45m (663 punten) hoogspringen: 26e met 1,65m (616 punten) 400m: 33e in 57,1 (543 punten) 110m horden: 30e in 19,5 (422 punten) discuswerpen: 3e met 41,54m (757 punten) polsstokhoogspringen: 25e met 3,00m (501 punten) speerwerpen: 12e met 48,71m (564 punten) 1500m: 13e in 5.01,2 (407 punten) totaal: 5586 punten |
|                                                                    |                        |              | |
| Marie-Thérèse Renard                                               | 100m (v)               | 1e ronde     | serie 6: 3e in 13,6 |
| Marie-Thérèse Renard                                               | 200m (v)               | 32e          | serie 3: 4e in 28,5 |
| Nicole Saeys                                                       | speerwerpen (v)        | 13e          | finale: 13e met 31,77m |

### Basketbal
| Olympiër | Discipline | Resultaat | Prestatie |
| --- | ---------- | --------- | --- |
| Georges Baert Auguste Bernaer Henri Coosemans François De Pauw Henri Hermans André Hollanders Henri Hollanders Emile Kets Léon Lampo Julien Meuris Gustave Poppe René Steurbaut Louis van de Goor Armand Van Wambeke | mannen     | 11e       | groep B: 3e V van Zuid-Korea: 27-29 V van Republiek China: 34-44 W van Irak: 98-20 W van Chili: 38-36 W van Filipijnen: 37-35 9-16e plek: W van Hongarije: 20-0 9-12e plek: V van Canada: 40-45 11-12e plek: W van Filipijnen: 38-34 |

| Groep B |                 |             |             |             |            |            |            |        |
| #       | Land            | Wedstrijden | Wedstrijden | Wedstrijden | Doelpunten | Doelpunten | Doelpunten | Punten |
| #       | Land            | G           | W           | V           | V          | T          | Saldo      | Punten |
| 1       | Zuid-Korea      | 5           | 3           | 2           | 258        | 152        | +106       | 8      |
| 2       | Chili           | 5           | 3           | 2           | 269        | 162        | +107       | 8      |
| 3       | België          | 5           | 3           | 2           | 234        | 156        | +78        | 8      |
| 4       | Republiek China | 5           | 3           | 2           | 281        | 202        | +79        | 8      |
| 5       | Filipijnen      | 5           | 3           | 2           | 261        | 200        | +61        | 8      |
| 6       | Irak            | 5           | 0           | 5           | 113        | 545        | −432       | 5      |

| Ronde       | Plaats | Land  | Score           | Land |
| ----------- | ------ | ----- | --------------- | ---- |
| Groepsfase  |        |       |                 |      |
| Londen      | België | 27-29 | Zuid-Korea      |      |
| Londen      | België | 34-44 | Republiek China |      |
| Londen      | België | 98-20 | Irak            |      |
| Londen      | België | 38-36 | Chili           |      |
| Londen      | België | 37-35 | Filipijnen      |      |
| 9-16e plek  |        |       |                 |      |
| Londen      | België | 20-0  | Hongarije       |      |
| 9-12e plek  |        |       |                 |      |
| Londen      | België | 40-45 | Canada          |      |
| 11-12e plek |        |       |                 |      |
| Londen      | België | 38-34 | Filipijnen      |      |

### Boksen
| Olympiër         | Discipline | Resultaat | Prestatie |
| ---------------- | ---------- | --------- | --- |
| Alex Bollaert    | -51kg (m)  | 5e        | 1e ronde: vrij 2e ronde: W van GBR Carpenter: punten kwartfinale: V van ARG Pérez: punten                                                                                              |
| Louis Calebout   | -54kg (m)  | 17e       | 1e ronde: V van PUR Venegas: punten |
| Edgard Delannoit | -57kg (m)  | 17e       | 1e ronde: V van URU Álvez: punten |
| Joseph Vissers   | -60kg (m)  | Zilver    | 1e ronde: W van AUS Barber: punten 2e ronde: W van SUI Schmidiger: punten kwartfinale: W van CAN Haddad: punten halve finale: W van USA Smith: punten finale: V van RSA Dreyer: punten |
| Édouard Bombart  | -67kg (m)  | 17e       | 1e ronde: V van USA Herring: punten |
| Auguste Cavignac | -73kg (m)  | 5e        | 1e ronde: vrij 2e ronde: W van USA Jones: gediskwalificeerd kwartfinale: V van HUN Papp: knock-out                                                                                     |
| Vital L'Hoste    | -80kg (m)  | 9e        | 1e ronde: W van AUT Michtits: punten 2e ronde: V van FIN Siljander: punten |
| Fernand Bothy    | +80kg (m)  | 9e        | 1e ronde: vrij 2e ronde: V van USA Lambert: punten |

### Gewichtheffen
| Olympiër        | Discipline  | Resultaat | Prestatie                                                                               |
| --------------- | ----------- | --------- | --------------------------------------------------------------------------------------- |
| Henri Colans    | -60kg (m)   | 19e       | drukken: 20e met 75 kg trekken: 16e met 85 kg stoten: 13e met 115 kg totaal: 275 kg     |
| Théophile Huyge | -67,5kg (m) | 17e       | drukken: 17e met 85 kg trekken: 17e met 92,5 kg stoten: 12e met 122,5 kg totaal: 300 kg |
| Robert Allart   | +82,5kg (m) | 7e        | drukken: 3e met 122,5 kg trekken: 10e met 110 kg stoten: 8e met 145 kg totaal: 377,5 kg |

### Gymnastiek
| Olympiër | Discipline        | Resultaat | Prestatie     |
| --- | ----------------- | --------- | ------------- |
| Julienne Boudewijns Thérèse De Gryse Anna Jordaens Denise Parmentier Jenny Schumacher Yvonne Van Bets Albertine Van Roy-Moens Caroline Verbraecken-De Loose | meerkamp team (v) | 11e       | 353,60 punten |

### Hockey
| Olympiër | Discipline | Resultaat | Prestatie                                                                                       |
| --- | ---------- | --------- | ----------------------------------------------------------------------------------------------- |
| Lucien Boekmans Robert Cayman Henri Delaval José Delaval Jean Dubois Jean Enderlé Roger Goossens Jacques Kielbaey Harold Mechelynck Jacky Moucq Henri Niemegeerts Paul Toussaint Joseph Van Muylders Lucien Van Weydeveld André Waterkeyn | mannen     | 7e        | groep C: 3e V van Pakistan: 1-2 V van Nederland: 1-4 W van Frankrijk: 2-1 W van Denemarken: 2-1 |

| Groep C |            |             |             |             |             |            |            |            |        |
| #       | Land       | Wedstrijden | Wedstrijden | Wedstrijden | Wedstrijden | Doelpunten | Doelpunten | Doelpunten | Punten |
| #       | Land       | G           | W           | G           | V           | V          | T          | Saldo      | Punten |
| 1       | Pakistan   | 4           | 4           | 0           | 0           | 20         | 3          | +17        | 8      |
| 2       | Nederland  | 4           | 3           | 0           | 1           | 11         | 8          | +3         | 6      |
| 3       | België     | 4           | 2           | 0           | 2           | 6          | 8          | −2         | 4      |
| 4       | Frankrijk  | 4           | 0           | 1           | 3           | 4          | 9          | −5         | 1      |
| 5       | Denemarken | 4           | 0           | 1           | 3           | 4          | 17         | −13        | 1      |

| Ronde      | Plaats | Land | Score      | Land |
| ---------- | ------ | ---- | ---------- | ---- |
| Groepsfase |        |      |            |      |
| Londen     | België | 1-2  | Pakistan   |      |
| Londen     | België | 1-4  | Nederland  |      |
| Londen     | België | 2-1  | Frankrijk  |      |
| Londen     | België | 2-1  | Denemarken |      |

### Kanovaren
| Olympiër                                  | Discipline      | Resultaat | Prestatie                                  |
| Marathon                                  | Marathon        | Marathon  | Marathon                                   |
| ----------------------------------------- | --------------- | --------- | ------------------------------------------ |
| Hubert Coomans Jean Dubois                | C-2 (m)         | DNF       | niet gefinisht                             |
| Vlakwater                                 |                 |           |                                            |
| Julien Bogaert                            | K-1 1000m (m)   | 12e       | serie 1: 5e in 5.00,1                      |
| Alfred Corbiaux                           | K-1 10.000m (m) | 8e        | 53.23,5                                    |
| Frans Van Den Berghen Albert Van De Vliet | K-2 1000m (m)   | series    | serie 2: 6e                                |
| Hilaire Deprez Jozef Massy                | K-2 10.000m (m) | 8e        | 48.23,1                                    |
|                                           |                 |           |                                            |
| Anna Van Marcke                           | K-1 500m (v)    | 7e        | serie 1: 3e in 2.44,7 finale: 7e in 2.43,4 |

### Moderne vijfkamp
| Olympiër         | Discipline | Resultaat | Prestatie |
| ---------------- | ---------- | --------- | --- |
| Louis Fauconnier | mannen     | 40e       | paardensport: 32e in 11.35,2 (46 punten) schermen: 17e met 19 overwinningen schietsport: 26e met 179 punten zwemmen: 41e in 7.11,1 atletiek: 39e in 18.03,3 totaal: 155 punten |
| Raoul Mollet     | mannen     | DNF       | paardensport: 34e in 11.42,7 (40,5 punten) schermen: niet gestart |
| Charles Vyt      | mannen     | 41e       | paardensport: 21e in 10.03,9 (90 punten) schermen: 34e met 14 overwinningen schietsport: 38e met 165 punten zwemmen: 40e in 7.05,8 atletiek: 23e in 16.17,2 totaal: 156 punten |

### Roeien
| Olympiër                       | Discipline      | Resultaat | Prestatie                                          |
| ------------------------------ | --------------- | --------- | -------------------------------------------------- |
| Willy Collet Ben Piessens      | dubbel-twee (m) | 6e        | serie 3: 1e in 6.50,9 halve finale 1: 3e in 8.17,2 |
| Jos Rosa Charles Van Antwerpen | twee-zonder (m) | 9e        | serie 4: 2e in 7.35,0 herkansingen: 2e in 7.34,4   |

### Schermen
| Olympiër | Discipline      | Resultaat | Prestatie |
| --- | --------------- | --------- | --- |
| Charles Debeur                                                                                                 | degen (m)       | 16e       | 1e ronde groep 3: 3e kwartfinale 4: 3e halve finale 2: 8e |
| Raoul Henkart                                                                                                  | degen (m)       | 48e       | 1e ronde groep 5: 5e |
| Jean-Marie Radoux                                                                                              | degen (m)       | 5e        | 1e ronde groep 4: 4e kwartfinale 5: 2e halve finale 1: 2e finale: 5e V van ITA Cantone: 0-3 V van ITA Mangiarotti: 2-3 V van FRA Guérin: 1-3 W van SUI Zappelli: 3-1 W van ITA Agostoni: 3-2 W van LUX Gretsch: 3-2 W van USA Lewis: 3-1 W van GBR Parfitt: 3-2 V van FRA Lepage: 1-3 |
| Raymond Bru Charles Debeur Raoul Henkart Léopold Hauben Jean-Marie Radoux Raymond Stasse                       | degen team (m)  | 5e        | 1e ronde groep 2: 2e kwartfinale 4: 1e halve finale 1: 3e |
| Henri Paternóster                                                                                              | floret (m)      | 11e       | 1e ronde groep 3: 2e kwartfinale 3: 3e halve finale 1: 6e |
| Paul Valcke | floret (m)      | 7e        | 1e ronde groep 8: 2e kwartfinale 4: 4e halve finale 2: 1e finale: 7e V van FRA de Buhan: 3-5 V van FRA d'Oriola: 3-5 V van HUN Maszlay: 2-5 V van GBR Lloyd: 4-5 V van FRA Bougnol: 3-5 W van ITA Di Rosa: 5-1 V van DEN Ruben: 3-5                                                   |
| André Van De Werve De Vorsselaer                                                                               | floret (m)      | 17e       | 1e ronde groep 2: 2e kwartfinale 1: 5e halve finale 1: 2e |
| Raymond Bru Georges de Bourguignon Henri Paternóster Paul Valcke André Van De Werve De Vorsselaer Édouard Yves | floret team (m) | Brons     | 1e ronde groep 5: 1e kwartfinale 3: 1e halve finale 1: 2e finale: 3e V van Frankrijk: 5-9 V van Italië: 5-11 W van Verenigde Staten: 9-7 |
| Robert Bayot Georges de Bourguignon Ferdinand Jassogne Eugène Laermans Marcel Nys Édouard Yves                 | sabel team (m)  | 4e        | 1e ronde groep 3: 2e kwartfinale 1: 1e halve finale 1: 2e finale: 4e V van Hongarije: 1-9 V van Italië: 6-10 V van Verenigde Staten: 5-10 |
| |                 |           | |
| Jenny Addams                                                                                                   | floret (v)      | 10e       | 1e ronde groep 3: 3e kwartfinale 1: 2e halve finale 2: 5e |
| Adèle Christiaens                                                                                              | floret (v)      | 36e       | 1e ronde groep 6: 6e |
| Emilie Schwindt                                                                                                | floret (v)      | 38e       | 1e ronde groep 2: 7e |

### Schietsport
| Olympiër           | Discipline             | Resultaat | Prestatie                        |
| ------------------ | ---------------------- | --------- | -------------------------------- |
| Jacques Delval     | 50m geweer liggend (m) | 33e       | 587 punten: (96-99-95-98-99-100) |
| François Lafortune | 50m geweer liggend (m) | 23e       | 591 punten: (97-99-99-100-98-98) |
| Marcel Lafortune   | 50m geweer liggend (m) | 39e       | 586 punten: (95-99-97-99-99-97)  |
| Marcel Lafortune   | 50m pistool (m)        | 8e        | 530 punten: (86-89-91-92-86-86)  |

### Waterpolo
| Olympiër | Discipline | Resultaat | Prestatie |
| --- | ---------- | --------- | --- |
| Henri De Pauw Théo-Léo De Smet Emile D'Hooge Fernand Isselé Georges Leenheere Alphonse Martin Paul Rigaumont Willy Simons | mannen     | 4e        | groepsfase A: 1e G tegen Verenigde Staten: 4-4 W van Uruguay: 10-1 2e ronde groep C: 2e G tegen Zweden: 1-1 halve finale: 2e G tegen Nederland: 3-3 W van Spanje: 4-1 finale: 4e V van Italië: 2-4 V van Hongarije: 0-3 |

| Groep A |                  |             |             |             |             |            |            |            |        |
| #       | Land             | Wedstrijden | Wedstrijden | Wedstrijden | Wedstrijden | Doelpunten | Doelpunten | Doelpunten | Punten |
| #       | Land             | G           | W           | G           | V           | V          | T          | Saldo      | Punten |
| 1       | België           | 2           | 1           | 1           | 0           | 14         | 5          | +9         | 3      |
| 2       | Verenigde Staten | 2           | 1           | 1           | 0           | 11         | 4          | +7         | 3      |
| 3       | Uruguay          | 2           | 0           | 0           | 2           | 1          | 17         | −16        | 0      |

| Ronde      | Plaats | Land | Score            | Land |
| ---------- | ------ | ---- | ---------------- | ---- |
| Groepsfase |        |      |                  |      |
| Londen     | België | 4-4  | Verenigde Staten |      |
| Londen     | België | 10-1 | Uruguay          |      |

| Groep G |                  |             |             |             |             |            |            |            |        |
| #       | Land             | Wedstrijden | Wedstrijden | Wedstrijden | Wedstrijden | Doelpunten | Doelpunten | Doelpunten | Punten |
| #       | Land             | G           | W           | G           | V           | V          | T          | Saldo      | Punten |
| 1       | Zweden           | 2           | 1           | 1           | 0           | 8          | 1          | +7         | 3      |
| 2       | België           | 2           | 0           | 2           | 0           | 5          | 5          | +0         | 2      |
| 3       | Verenigde Staten | 2           | 0           | 1           | 1           | 4          | 11         | −7         | 1      |

| Ronde     | Plaats | Land | Score  | Land |
| --------- | ------ | ---- | ------ | ---- |
| 2de ronde |        |      |        |      |
| Londen    | België | 1-1  | Zweden |      |

| Groep K |           |             |             |             |             |            |            |            |        |
| #       | Land      | Wedstrijden | Wedstrijden | Wedstrijden | Wedstrijden | Doelpunten | Doelpunten | Doelpunten | Punten |
| #       | Land      | G           | W           | G           | V           | V          | T          | Saldo      | Punten |
| 1       | Nederland | 3           | 2           | 1           | 0           | 13         | 8          | +5         | 5      |
| 2       | België    | 3           | 1           | 2           | 0           | 8          | 5          | +3         | 4      |
| 3       | Zweden    | 3           | 1           | 1           | 1           | 8          | 7          | +1         | 3      |
| 3       | Spanje    | 3           | 0           | 0           | 3           | 4          | 13         | −9         | 0      |

| Ronde        | Plaats | Land | Score     | Land |
| ------------ | ------ | ---- | --------- | ---- |
| Halve finale |        |      |           |      |
| Londen       | België | 3-3  | Nederland |      |
| Londen       | België | 4-1  | Spanje    |      |

| Finalegroep |           |             |             |             |             |            |            |            |        |
| #           | Land      | Wedstrijden | Wedstrijden | Wedstrijden | Wedstrijden | Doelpunten | Doelpunten | Doelpunten | Punten |
| #           | Land      | G           | W           | G           | V           | V          | T          | Saldo      | Punten |
| 1           | Italië    | 3           | 3           | 0           | 0           | 12         | 7          | +5         | 6      |
| 2           | Hongarije | 3           | 1           | 1           | 1           | 10         | 8          | +2         | 3      |
| 3           | Nederland | 3           | 0           | 2           | 1           | 9          | 11         | −2         | 2      |
| 3           | België    | 3           | 0           | 1           | 2           | 5          | 10         | −5         | 1      |

| Ronde  | Plaats | Land | Score     | Land |
| ------ | ------ | ---- | --------- | ---- |
| Finale |        |      |           |      |
| Londen | België | 2-4  | Italië    |      |
| Londen | België | 0-3  | Hongarije |      |

### Wielersport
| Olympiër                                                             | Discipline               | Resultaat | Prestatie                                                                                              |
| Baan                                                                 | Baan                     | Baan      | Baan                                                                                                   |
| -------------------------------------------------------------------- | ------------------------ | --------- | --- |
| Ward Van de Velde                                                    | sprint (m)               | 5e        | serie 2: W van CHN Wing: 2.48,2 2e ronde: W van CUB Paseiro: 3.46,5 kwartfinale: V van ITA Ghella: 0-2 |
| Pierre Nihant                                                        | tijdrit (m)              | Zilver    | 1.14,5                                                                                                 |
| Roger De Pauw Louis Van Schil                                        | tandem (m)               | 5e        | serie 2: V van Denemarken herkansingen: 1e in 3.05,6 kwartfinale 4: V van Italië                       |
| Maurice Blomme Jos De Beuckelaer Raphaël Glorieux Georges Vanbrabant | ploegenachtervolging (m) | 5e        | serie 5: W van Verenigde Staten: 5.05,5 kwartfinale 3: V van Italië: 5.05,7                            |
| Weg                                                                  |                          |           | |
| Leon De Lathouwer                                                    | wegwedstrijd (m)         | 4e        | 5:18.16,2                                                                                              |
| Liévin Lerno                                                         | wegwedstrijd (m)         | DNF       | niet gefinisht                                                                                         |
| Eugeen Van Roosbroeck                                                | wegwedstrijd (m)         | 12e       | 5:21.45,0                                                                                              |
| Lode Wouters                                                         | wegwedstrijd (m)         | Brons     | 5:18.16,2                                                                                              |
| Leon De Lathouwer Liévin Lerno Eugeen Van Roosbroeck Lode Wouters    | wegwedstrijd team (m)    | Goud      | 15:58.17,4                                                                                             |

### Worstelen
| Olympiër             | Discipline  | Resultaat   | Prestatie |
| Vrije stijl          | Vrije stijl | Vrije stijl | Vrije stijl |
| -------------------- | ----------- | ----------- | --- |
| Adolphe Lamot        | -52kg (m)   | 9e          | 1e ronde: V van FRA Baudric: 1-2 2e ronde: V van FIN Viitala                                                                     |
| Joseph Trimpont      | -57kg (m)   | 4e          | 1e ronde: W van CUB Santamaria 2e ronde: vrij 3e ronde: W van KOR Han 4e ronde: V van TUR Akar 5e ronde: V van USA Leeman: 0-3   |
| Antoine Raeymaeckers | -62kg (m)   | 7e          | 1e ronde: W van FRA Jouaville 2e ronde: W van GBR Parsons 3e ronde: V van SUI Müller: 1-2 4e ronde: V van HUN Tóth               |
| Jan Cools            | -67kg (m)   | 10e         | 1e ronde: W van CUB Sánchez: 3-0 2e ronde: V van FIN Leppänen: 0-3 3e ronde: V van ITA Nizzola: 0-3                              |
| Louis Culot          | -73kg (m)   | 15e         | 1e ronde: V van KOR Hwang: 0-3 2e ronde: V van FRA Leclerc: 0-3                                                                  |
| Jean-Baptiste Benoy  | -79kg (m)   | 11e         | 1e ronde: V van SWE Lindén 2e ronde: V van SUI Dätwyler: 1-2                                                                     |
| Karel Istaz          | -87kg (m)   | 7e          | 1e ronde: V van TUR Candaş: 0-3 2e ronde: vrij 3e ronde: V van SUI Stöckli                                                       |
| Grieks-Romeins       |             |             | |
| Adolphe Lamot        | -52kg (m)   | 9e          | 1e ronde: V van SWE Möller |
| Frans Rombaut        | -67kg (m)   | 13e         | 1e ronde: V van ITA Gesino: 0-3 2e ronde: V van NED Munnikes                                                                     |
| Julien Dobbelaere    | -73kg (m)   | 11e         | 1e ronde: V van HUN Szilvásy: 0-3 2e ronde: W van GBR Wilson                                                                     |
| Jean-Baptiste Benoy  | -79kg (m)   | 4e          | 1e ronde: W van SUI Kolb 2e ronde: W van GBR Bissell 3e ronde: vrij 4e ronde: V van NOR Larsen: 0-3 5e ronde: V van SWE Grönberg |
| Karel Istaz          | -87kg (m)   | 8e          | 1e ronde: V van FIN Gröndahl 2e ronde: W van GRE Kambaflis: 3-0 3e ronde: V van HUN Kovács                                       |

### Zeilen
| Olympiër                                                                                                 | Discipline | Resultaat | Prestatie                        |
| --- | ---------- | --------- | -------------------------------- |
| Pierre Van der Haeghen                                                                                   | firefly    | 8e        | 3660 punten: (3-14-15-5-6-4-15)  |
| Roger Anciaux Charles Delfosse Georges Hellebuyck Jr. Albert Huybrechts Jacques Lauwerys Jacques Lippens | dragon     | 12e       | 1549 punten: (12-DNF-9-10-5-7-9) |
| Louis Franck Emile Hayoit Willy Huybrechts Hendrik van Riel Willy van Rompaey                            | 6 meter    | 6e        | 2752 punten: (1-8-11-9-5-7-5)    |

### Zwemmen
| Olympiër                                                         | Discipline            | Resultaat | Prestatie                                                               |
| ---------------------------------------------------------------- | --------------------- | --------- | ----------------------------------------------------------------------- |
| Jef Reynders                                                     | 1500m vrije slag (m)  | 29e       | serie 2: 4e in 21.23,1                                                  |
|                                                                  |                       |           |                                                                         |
| Fernanda Caroen                                                  | 100m vrije slag (v)   | 24e       | serie 5: 5e in 1.12,1                                                   |
| Fernanda Caroen                                                  | 400m vrije slag (v)   | 4e        | serie 2: 2e in 5.29,2 halve finale 1: 2e in 5.26,1 finale: 4e in 5.25,3 |
| Yvonne Vandekerckhove                                            | 200m schoolslag (v)   | 9e        | serie 2: 3e in 3.09,0 halve finale 1: 4e in 3.09,7                      |
| Fernanda Caroen Maria Huybrechts Maria Oeyen Maria Van Den Brand | 4x100m vrije slag (v) | 9e        | serie 2: 5e in 4.54,9                                                   |

Afghanistan · Argentinië · Australië · België · Bermuda · Birma · Brazilië · Brits-Guiana · Canada · Ceylon · Chili · Colombia · Cuba · Denemarken · Egypte · Filipijnen · Finland · Frankrijk · Griekenland · Groot-Brittannië · Hongarije · Ierland · IJsland · India · Irak · Iran · Italië · Jamaica · Joegoslavië · Libanon · Liechtenstein · Luxemburg · Malta · Mexico · Monaco · Nederland · Nieuw-Zeeland · Noorwegen · Oostenrijk · Pakistan · Panama · Peru · Polen · Portugal · Puerto Rico · Republiek China · Singapore · Spanje · Syrië · Trinidad en Tobago · Tsjecho-Slowakije · Turkije · Uruguay · Venezuela · Verenigde Staten · Zuid-Afrika · Zuid-Korea · Zweden · Zwitserland